# Brunellia morii
Brunellia morii là một loài thực vật thuộc họ Brunelliaceae. Đây là loài đặc hữu của Panama. Chúng hiện đang bị đe dọa vì mất nơi sống.